# Janick Tarrit
Pas d'image ? Cliquez ici

a Compétitions nationales et continentales officielles uniquement.

b Matchs officiels uniquement.
Dernière mise à jour le 8 avril 2025.
Janick Tarrit, né le 29 octobre 1998, est un joueur français de rugby à XV évoluant au poste de talonneur au Racing 92 depuis 2022.

## Biographie
Formé au Rugby Club Belleville Cosne (RCBC), Janick Tarrit intègre le centre de formation de l'USON Nevers en 2016. Intégré à l'effectif professionnel en 2018, il devient peu à peu un cadre de l'équipe, qui évolue en Pro D2.
En parallèle de sa carrière rugbystique, il poursuit ses études d'ingénieur à l'ISAT, jusqu'en 2021. Malgré un emploi du temps chargé, entre étude et rugby, il prend de plus en plus d'ampleur dans son équipe, devenant capitaine au printemps 2021, à tout juste 22 ans.
En 2021-2022, il réussit à mener son équipe à la quatrième position du championnat, et jusqu'aux demi-finales de la phase qualificative, une première pour le club bourguignon. Durant cette saison, il signe un pré-contrat de trois saisons avec le Racing 92, qui l'annonce officiellement le 28 juin 2022.
Il rejoint donc le club au début de la saison 2022-2023, comblant le départ de Teddy Baubigny pour le RC Toulon. Il est alors en rotation avec le talonneur international français Camille Chat et l'international fidjien Peniami Narisia.
Durant la saison 2023-2024, il inscrit son premier essai avec son nouveau club le 21 janvier 2023, lors d'un match de Champions Cup contre le Leinster à l'Aviva Stadium.
À l'issue de cette saison, au mois de juin, il est sélectionné pour la première fois de sa carrière en équipe de France dans une liste de trente-deux joueurs pour préparer la tournée d'été en Argentine. Cette liste est marquée par l'absence des cadres habituels et la présence de nombreux joueurs sans sélections. Il est ensuite retenu dans la liste définitive la semaine d'après. Le 10 juillet 2024, il joue sous le maillot national face à l'Uruguay, dans une rencontre non capée disputée par l'équipe de France développement.
En décembre 2024, il est mis à l'écart du groupe du Racing, à la suite d'une soirée arrosée,. Il est réintégré en janvier 2025.
Alors qu'il arrivait en fin de contrat à la fin de la saison 2024-2025, il décide en janvier 2025 de prolonger son engagement avec le Racing jusqu'en 2028.

## Palmarès
Néant